# Ernesto Simões Filho
Ernesto Simões da Silva Freitas Filho, mais conhecido como Simões Filho (Cachoeira, 4 de outubro de 1886 — Rio de Janeiro, 24 de novembro de 1957), foi um político, jornalista e empresário brasileiro, foi ministro da Educação e fundador do jornal "A Tarde". Em sua homenagem foi denominado o município baiano de Simões Filho (conhecido anteriormente como distrito de Água Comprida do município de Salvador).

## Biografia
Indo estudar na capital baiana, por volta dos catorze anos de idade já cria um pequeno jornal caseiro, chamado O Carrasco. Em 15 de outubro de 1912 fundou A Tarde, diário que lhe sobreviveu e que se constituiu num dos maiores e mais importantes do estado da Bahia.
Antes de A Tarde, Simões Filho já tinha publicado em 1904 um jornal que, em formato de revista nos moldes de O Malho, possuía caráter humorístico e satírico, chamado O Papão. Contava, então, dezoito anos de idade e era, no dizer de Jorge Calmon, "um autêntico jornalista". Em O Papão colaborou o artista Presciliano Silva.
Na política era partidário de José Joaquim Seabra e Octávio Mangabeira. Exerceu mandatos de deputado estadual e federal, tendo ainda concorrido ao governo do Estado e a Senador. Durante o Golpe de 1930 foi para o exílio, de onde retornou em 1933, formando fileiras na oposição ao interventor Juracy Magalhães.
Apesar dessa inicial oposição a Getúlio Vargas, foi depois Ministro da Educação em seu segundo governo.